# Arum
Arum és un gènere de plantes angiospermes de la família de les aràcies, les seves espècies són natives d'una zona que abasta des de Europa fins a l'oest de la Xina i del nord d'Àfrica. Les plantes d'aquest gènere es caracteritzen per una mena d'inflorescència anomenada espàdix amb una gran bràctea que protegeix la flor.
Algunes espècies d'Arum tenen aplicacions medicinals i són plantes de venda regulada.

## Taxonomia
Aquest gènere va ser publicat per primer cop l'any 1753 a l'obra Species Plantarum de Carl von Linné.

### Espècies
Dins d'aquest gènere es reconeixen les següents espècies:
- Arum apulum (Carano) P.C.Boyce
- Arum besserianum Schott
- Arum concinnatum Schott
- Arum creticum Boiss. & Heldr.
- Arum cylindraceum Gasp.
- Arum cyrenaicum Hruby
- Arum dioscoridis Sm.
- Arum euxinum R.R.Mill
- Arum gratum Schott
- Arum hainesii Riedl
- Arum hygrophilum Boiss.
- Arum idaeum Coustur. & Gand.
- Arum italicum Mill. - sarriassa[3]
- Arum jacquemontii Blume
- Arum korolkowii Regel
- Arum lucanum Cavara & Grande - rapa de Lluc[4]
- Arum maculatum L. - àrum maculat[5]
- Arum megobrebi Lobin, M.Neumann, Bogner & P.C.Boyce
- Arum nigrum Schott
- Arum orientale M.Bieb.
- Arum palaestinum Boiss.
- Arum pictum L.f. - rapa blava[6]
- Arum purpureospathum P.C.Boyce
- Arum rupicola Boiss.
- Arum sintenisii (Engl.) P.C.Boyce

### Híbrids
Es coneix un híbrid:
- Arum × sooi Terpó

## Galeria

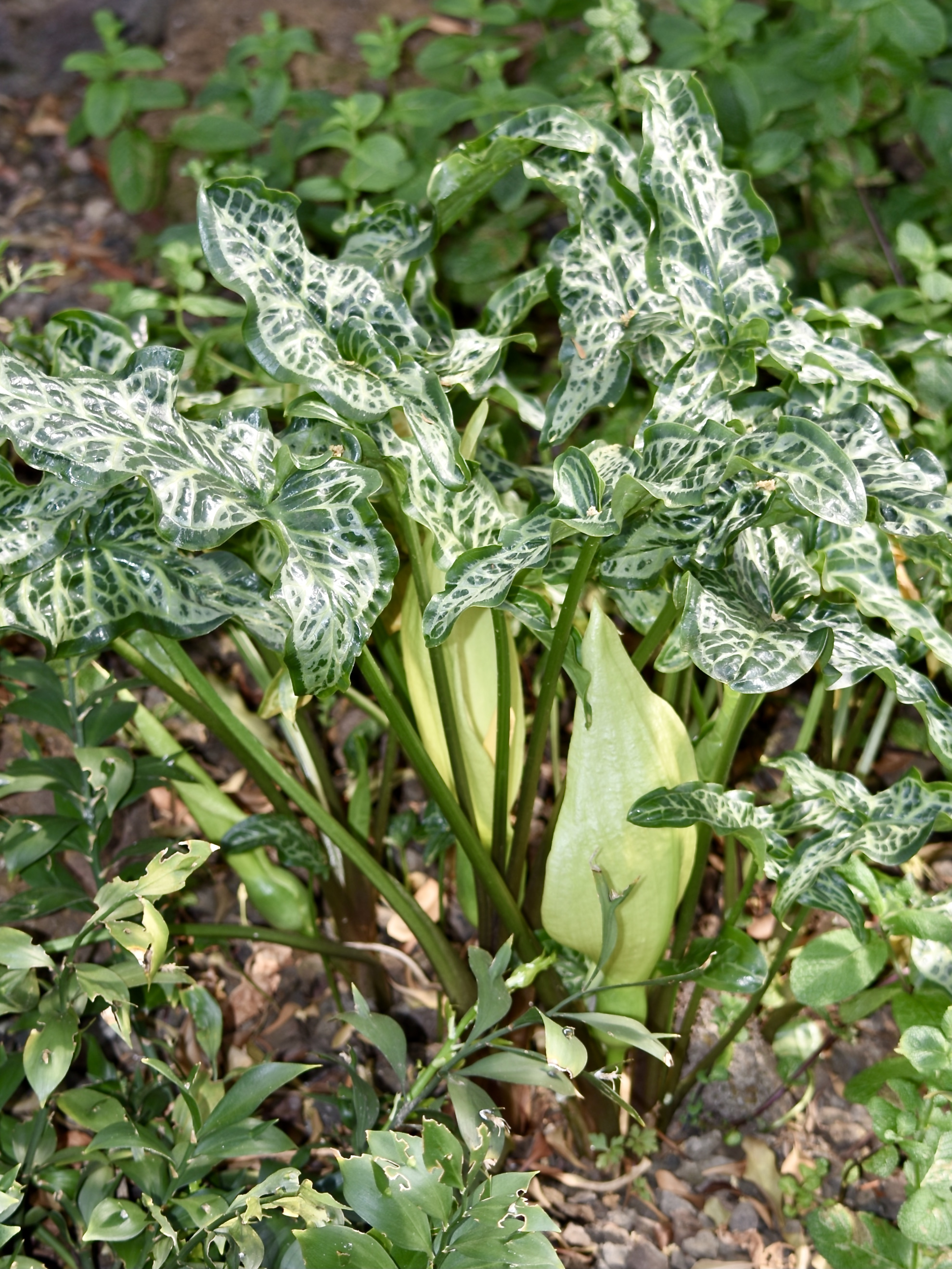
Sarriassa (Arum italicum)
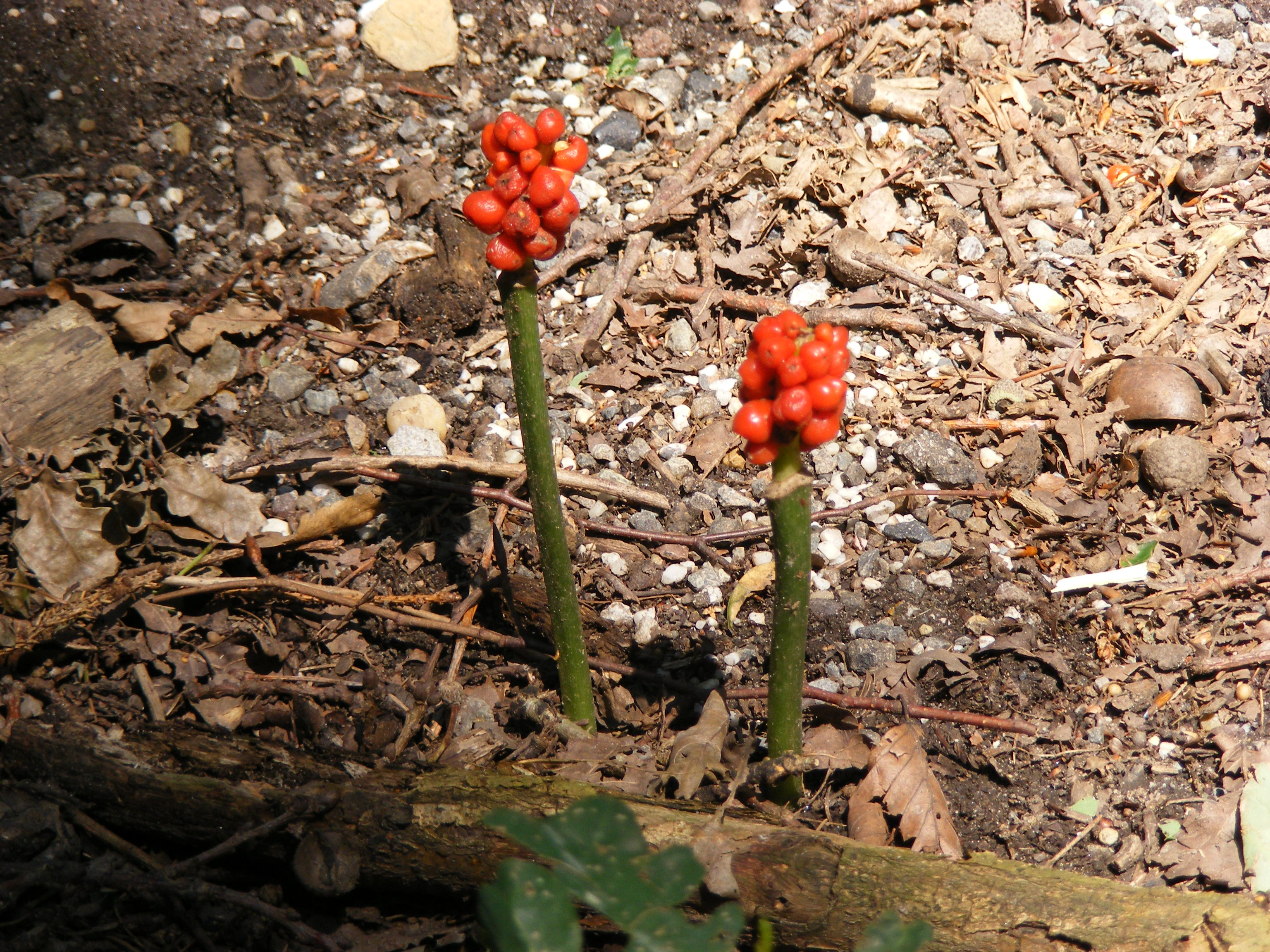
Sarriassa amb fruits
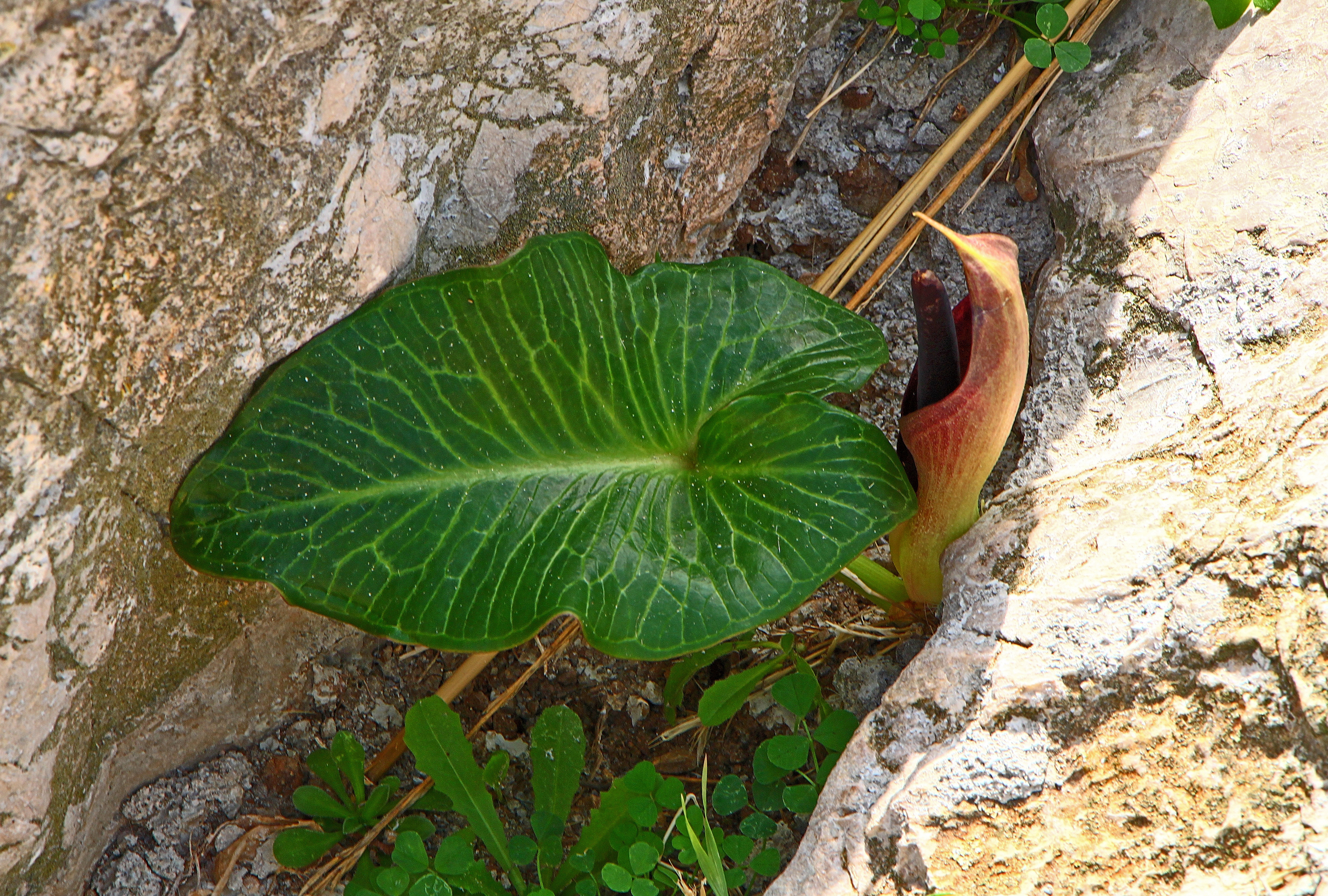
Rapa blava (Arum pictum)
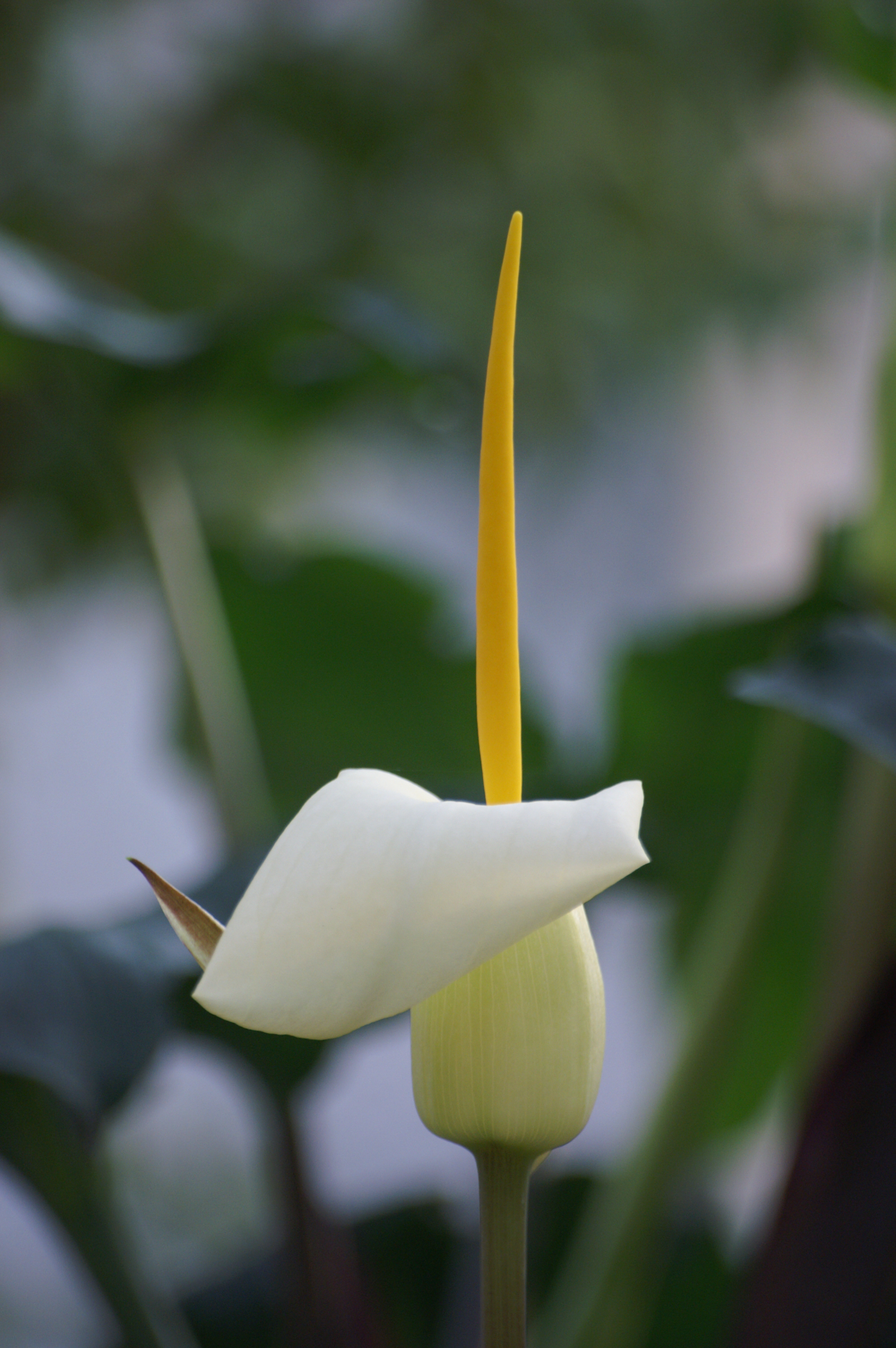
Arum creticum de Creta
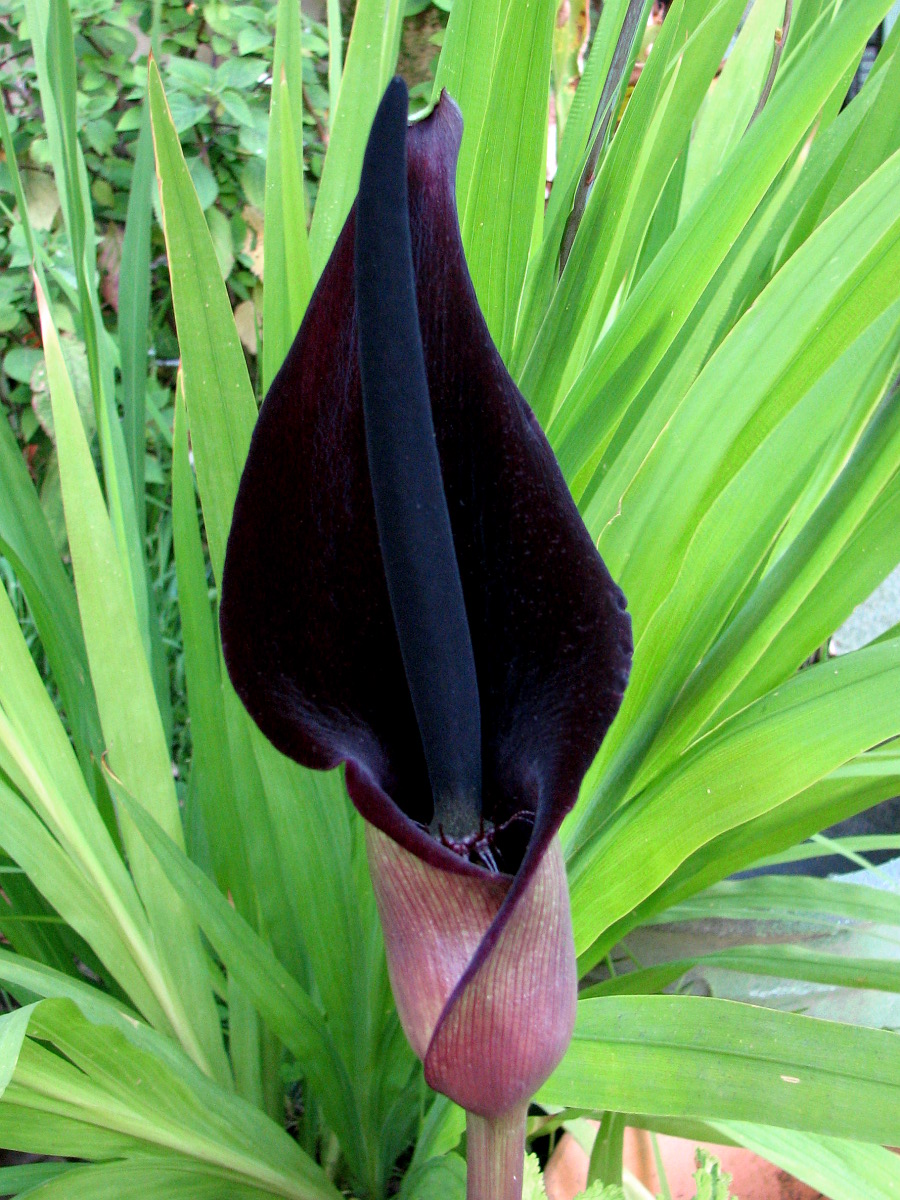
Arum palaestinum
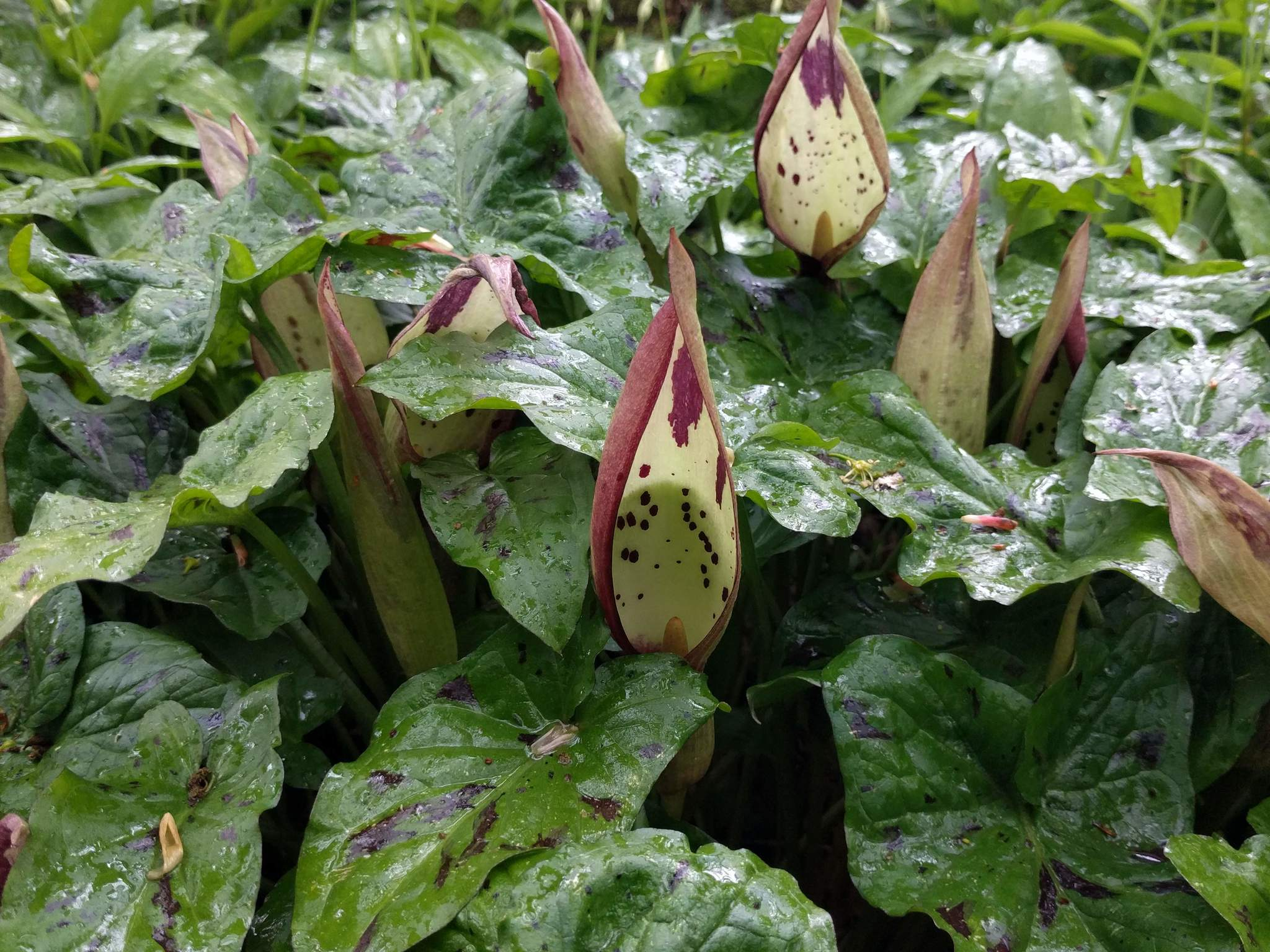
Arum maculatum
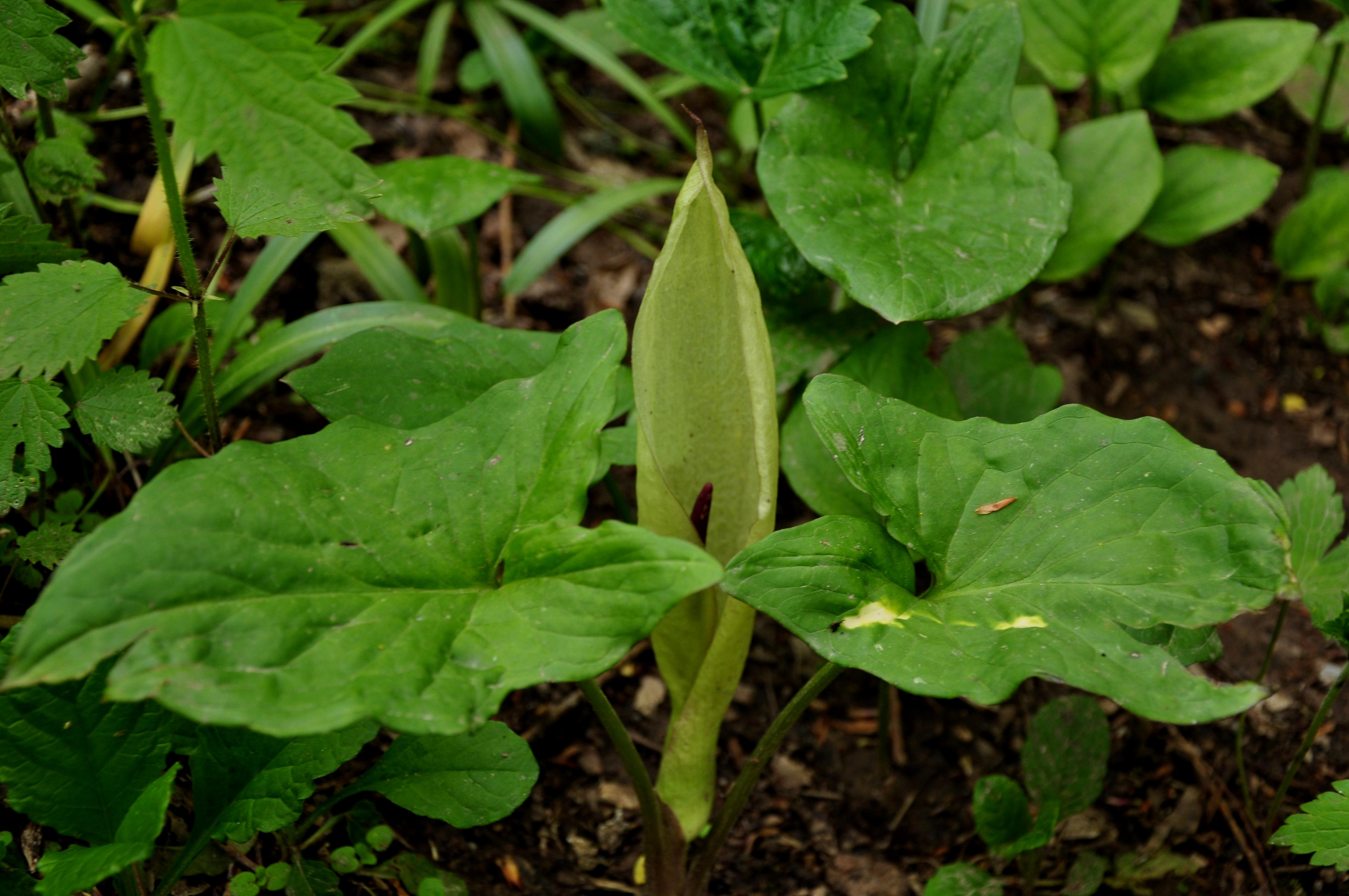
Arum orientale